# Chorvatská vojenská hranice
Chorvatská vojenská hranice (chorvatsky Hrvatska Vojna krajina) je historické území vytvořené podél hranice habsburské říše s Osmanskou říší jako součást vojenské hranice. 

## Historie

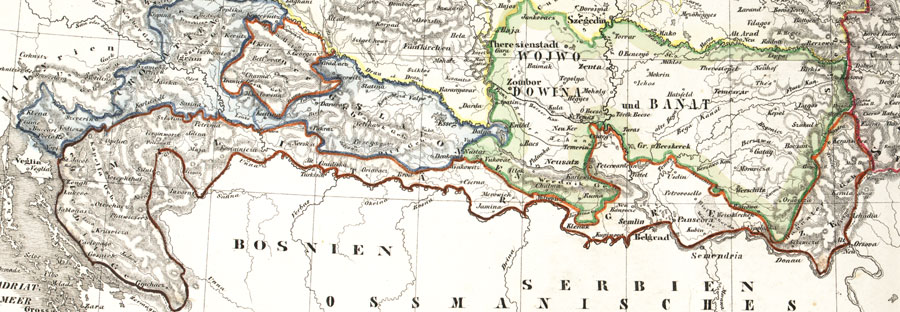
Vojenská hranice (hnědá hranice)

Vojenská hranice vznikla v roce 1538 v době personální unie Chorvatska s Uherským královstvím na základě původní iniciativy císaře Ferdinanda I.
V různých podobách existovala až do roku 1882, kdy byla oblast začleněna do Chorvatsko-slavonského království.

## Geografie
Tato část vojenské hranice zahrnovala historické regiony Lika, Kordun a Banovina. Na jihu hraničila s Jaderským mořem a Benátskou republikou, na západě s habsburským Chorvatskem a na východě s Osmanskou říší.
Sousedila se slavonskou vojenskou hranicí poblíž ústí řeky Uny do Sávy. Stejně jako zbytek vojenské hranice existovala až do konce 19. století jako správní politická jednotka.

## Struktura
Chorvatská vojenská hranice se skládala ze tří částí: Varaždinské pohraničí (Bilogora a Podravina), Karlovacké pohraničí (Lika a Kordun) a Záhřebské pohraničí (Banija/Banovina).

### Vojenská správa
- Karlovacké pohraničí (Karlovac)
  - I. Likanský pluk (Lika) (od roku 1769: č. 60)
  - II. Otočaský pluk (Otočac) (č. 61)
  - III. Ogulinský pluk (Ogulin) (č. 62)
  - IV. Slunjský pluk (Slunj) (č. 63)
- Varaždinské pohraničí (Varaždín)
  - V. Križevecký pluk (Križevci) (č. 64)
  - VI. Svatojiřský pluk (Đurđevac) (č. 65)
- Banátské pohraničí (Bánovina)
  - X. První banátský pluk (č. 69)
  - XI. Druhý banátský pluk (č. 70)